# Crewkerne (stacja kolejowa)
Crewkerne – stacja kolejowa w mieście Misterton w hrabstwie Somerset, dystrykcie South Somerset na linii kolejowej West of England Main Line, 14 km od stacji Yeovil Junction. Stacja niewyposażona w sieć trakcyjną. Budynek stacji jest zabytkiem klasy II.

## Ruch pasażerski
Stacja obsługuje ok. 98 515 pasażerów rocznie (dane za rok 2007). Posiada bezpośrednie połączenia z Exeterem i Salisbury. Pociągi odjeżdżają ze stacji w odstępach dwugodzinnych w każdą stronę. 

## Obsługa pasażerów
Automat biletowy, kasa biletowa, przystanek autobusowy, parking na 50 miejsc samochodowych i 12 rowerowych.